# Melanagromyza elgonensis
Melanagromyza elgonensis är en tvåvingeart som beskrevs av Spencer 1965. Melanagromyza elgonensis ingår i släktet Melanagromyza och familjen minerarflugor.
Artens utbredningsområde är Kenya. Inga underarter finns listade i Catalogue of Life.